# Sjónarhóll (kulle i Island, Suðurland, lat 63,52, long -19,28)
Sjónarhóll är en kulle i republiken Island. Den ligger i regionen Suðurland, 150 km sydost om huvudstaden Reykjavík. Toppen på Sjónarhóll är 467 meter över havet.
Trakten runt Sjónarhóll är nära nog obefolkad, med mindre än två invånare per kvadratkilometer. Närmaste större samhälle är Vík í Mýrdal, omkring 18 kilometer sydost om Sjónarhóll. Trakten runt Sjónarhóll består i huvudsak av gräsmarker.